# Fornfrankiska
Fornfrankiska (rekonstruerad endonym, *frankisk) var ett västgermanskt språk som talades av frankerna i Frankerriket (nuvarande norra Frankrike och tyska Rhenlandet) under folkvandringstiden och vikingatiden, med sin höjdpunkt omkring 450–600 efter Kristus, med fortsatt bruk i nuvarande södra delen av Belgien fram till omkring år 1300.
Det är besläktat med flamländska och sydnederländska och det påverkade språkligt både fornfranskan och fornhögtyskan, två språk som blev mer dominerande i Frankerriket från 800-talet.